# Armagedda
Armagedda var ett svenskt black metalband, bildat 1999 av gitarristen och sångaren S. "Graav" Sandström och basisten A. "Gogol" Petterson. Bandet har bland annat släppt tre fullängdsalbum, två EP och två samlingsalbum. Bandet troddes länge ha upplösts 2004 men släppte 2020 ett nytt album.

## Historia
Armagedda bildades 1999 som Volkermord och släppte året därpå den självbetitlade första demon i 200 exemplar. År 2000 gav Deathcult Productions/Carnal Records ut en split-CD med sex låtar av Armagedda och tre låtar av Svarthymn. Armagedda bidrar med fem egna låtar samt en cover på Bathorys Satan My Master.
Inför utgivningen av det första fullängdsalbumet The Final War Approaching 2001, bytte bandet namn till Armagedda. Albumet släpptes av Breath of Night/Merciless Records på CD samt i 500 handnumrerade kopior på vinyl-LP av Sombre Records. Debutalbumet återutgavs 2008 på CD av Agonia Records med nytt omslag och ny layout av Eric Massicotte och remastrad av Tore Stjerna i Necromorbus Studio.
Året därpå, 2002, släpptes tvåspårs-EP:n Strength Through Torture av Painiac Records, med de två spåren "A World Full of Lies" och "Dödens vind" i en begränsad utgåva om 300 handnumrerade 7"-vinylskivor. 
Det andra fullängdsalbumet, Only True Believers, gavs ut 2003 av Agonia Records. Albumet spelades in i Necromorbus Studio i mars 2003 och producerades av Armagedda tillsammans med Tore Stjerna. Förutom som CD släpptes albumet som bildvinyl samt i en begränsad vinyl-utgåva om 666 handnumrerade kopior av From Beyond Prodsuctions. 
I oktober 2003 gick bandet åter in i Necromorbus Studio och spelade in det tredje albumet, Ond Spiritism: Djæfvulens Skalder, vilket gavs ut 2004. Skivan gavs ut av Agonia Records i en begränsad upplaga om 500 vinylskivor. Samma år upplöstes bandet. De båda fasta medlemmarna, S. Sandström och A. Petterson, återfinns nu i folk metal-bandet Lönndom.

## Medlemmar
Senaste medlemmar
- Graav (Stefan Sandström) – sång, gitarr
- A. Petterson (Andreas Petterson aka Gogol) – gitarr, basgitarr

Tidigare medlemmar
- Mord (Patrik Högberg) – basgitarr
- Phycon (Roger Markström) – trummor
- Winterheart (F. Völker) – trummor

Bidragande musiker (studio/live)
- Erik Danielsson – trummor
- Necromorbus – trummor
- Asmodaios – basgitarr (2002; död 2008)

## Diskografi
Demo
- Volkermord

Studioalbum
- The Final War Approaching – 2001
- Only True Believers – 2003
- Ond Spiritism: Djæfvulens Skalder Anno Serpenti MMIV – 2004

EP
- Strength Through Torture – 2002
- In Blackest Ruin – 2004
- I Am – 2010

Singlar
- "Domedagens triumf" (2019)
- "Ændalykt" (2019)

Samlingsalbum
- Echoes In Eternity – 2007
- Volkermord / The Appearance – 2010

Annat
- In Blackest Ruin (delad album: Armagedda / Svarthymn) – 2001